# Спроба лужицьких сербів вийти зі складу Німеччини (1945-1946)
Спроба лужицьких сербів вийти зі складу Німеччини в 1945—1946 роках — друга спроба лужицьких сербів у XX ст., приєднатися до Чехословаччини або утворити власну державу.
Можливість здійснити цю ідею після закінчення Другої світової війни була набагато реальнішою в порівнянні з аналогічною спробою 1918—1919 рр., що була розпочата після поразки Німеччини в Першій світовій війні. Однак через ряд причин, зокрема через відсутність інтересу в здійсненні цих планів у великих держав (у першу чергу СРСР), а також через дотримання Чехословаччиною та Польщею насамперед власних національних інтересів (небажання Чехословаччини, зайнятої нагальною депортацією німців, включати до свого складу область зі значним німецьким населенням), спроба зміни політичного статусу Лужиці закінчилася невдачею.

## Хронологія подій

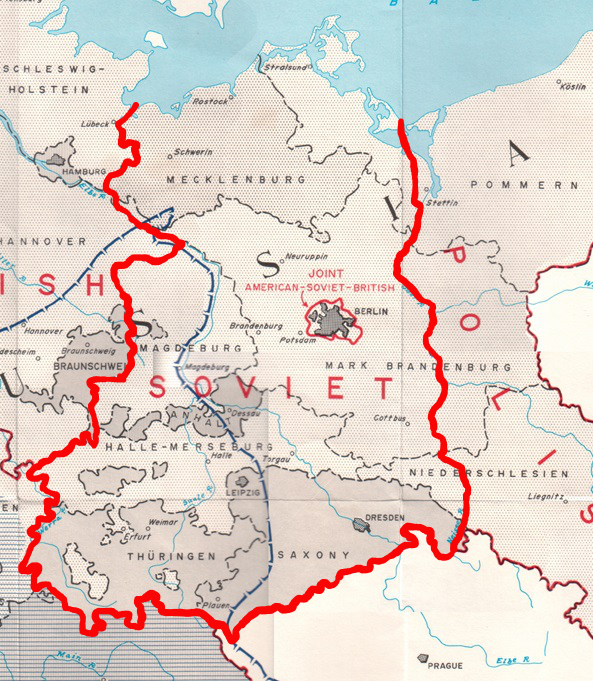
Радянська зона окупації Німеччини (1945)

Після поразки Німеччини у Другій світовій війні серболужицкі лідери, спираючись на досвід розпочатої спроби створення серболужицкої держави після закінчення Першої світової війни в 1918—1919 рр., виступили з планом про відділення лужицьких земель від Німеччини і приєднання до Чехословаччини. З останньої лужичан пов'язувало етнічну спорідненість і старі культурно-історичні зв'язки: лужицькі землі протягом майже трьох століть перебували під владою Чеського королівства. У період національного відродження в XIX ст. між двома народами підтримувалися інтенсивні контакти на рівні культури і науки. Чехословаччина в найбільшій мірі допомогла Лужичанам в міжвоєнні роки. У порівнянні з ситуацією 1918 року, прихильники здобуття лужицькими сербами самостійності в 1945 році побачили Німеччину не тільки переможеною, але і позбавленою суверенітету і окупованою арміями переможців. Заняття лужицьких земель Червоною армією — «великим слов'янським союзником» спочатку вселяло в лужичан і чехословаків особливий ентузіазм. Впевненість в співчутті до них з боку країн-переможців дозволила лужицьких лідерам сформулювати в програмі всі свої уявлення про політичний устрій лужицьких земель.

### Перший меморандум
5 травня 1945 року лужицький католицький священнослужитель Ян Циж звернувся з концентраційного табору Дахау до президента Чехословаччини Е. Бенеша, оголосивши про «перехід серболужицкого народу під захист» президента, і попросив його вжити заходів щодо захисту лужичан країнами-переможцями. 9 травня Циж звернувся з аналогічним посланням до чехословацького уряду з проханням представити лужицьке питання на спланованій мирній конференції і взяти серболужицкий народ під своє заступництво. При цьому Циж висловлював сподівання на порятунок від «німецького ярма» тільки за підтримки «братніх слов'янських народів, в першу чергу чеського народу», підкресливши, що «на нашу користь ситуація сильно відрізняється від становища в 1918 році: Німеччина, наголову розбита, лежить в безсиллі». В той же день у Празі був створений Серболужицький національний комітет (СЛНК), пізніше перейменований в Серболужицький земський національний комітет. До нього увійшли лужицькі діячі. 12 травня СЛНК звернувся до Бенеша і Сталіна з меморандумом, в якому просив забезпечити повернення на малу батьківщину всіх лужицьких сербів і дати можливість членам комітету переїхати до Баутцена, де учасники СЛНК планували зайнятися відродженням національного життя лужичан. При цьому в меморандумі вказувалося на те, що у лужицьких сербів з'являється друга в історії можливість отримати свободу «під охороною переможного Радянського Союзу і в тісній співпраці з сусідньою Чехословаччиною». 10 травня відновила свою діяльність лужицька «Домовина», заборонена німецькою владою 1937 року. 11 травня відбулася зустріч серболужицької делегації з заступником прем'єр-міністра Чехословаччини Й. Давидом, а 12 травня — і з прем'єром З. Фірлінгером. У той же день «Домовина» через радянську газету «Правда» звернулася до Сталіна з проханням «надати допомогу і охорону найменшому слов'янському народу і звільнити його від рабства, в якому він знаходився століттями», і «приєднати Лужицю до Чехословацької республіки як національну автономну одиницю, оскільки вона належала до чеських земель століттями». У цей час «Домовина», поряд з СЛНК, перетворилася в один з центрів серболужицького національного руху. Обидві організації бачили в приєднанні до Чехословаччини єдину можливість збереження лужицьких сербів. 25 травня в столиці Чехословаччини прибули Ян Мешканк і Юрій Циж для встановлення зв'язків між СЛНК і «Домовиною». Представники обох організацій визначили собі за мету «визволення народу» і «приєднання Лужиці до Чехословаччини».

### Другий меморандум

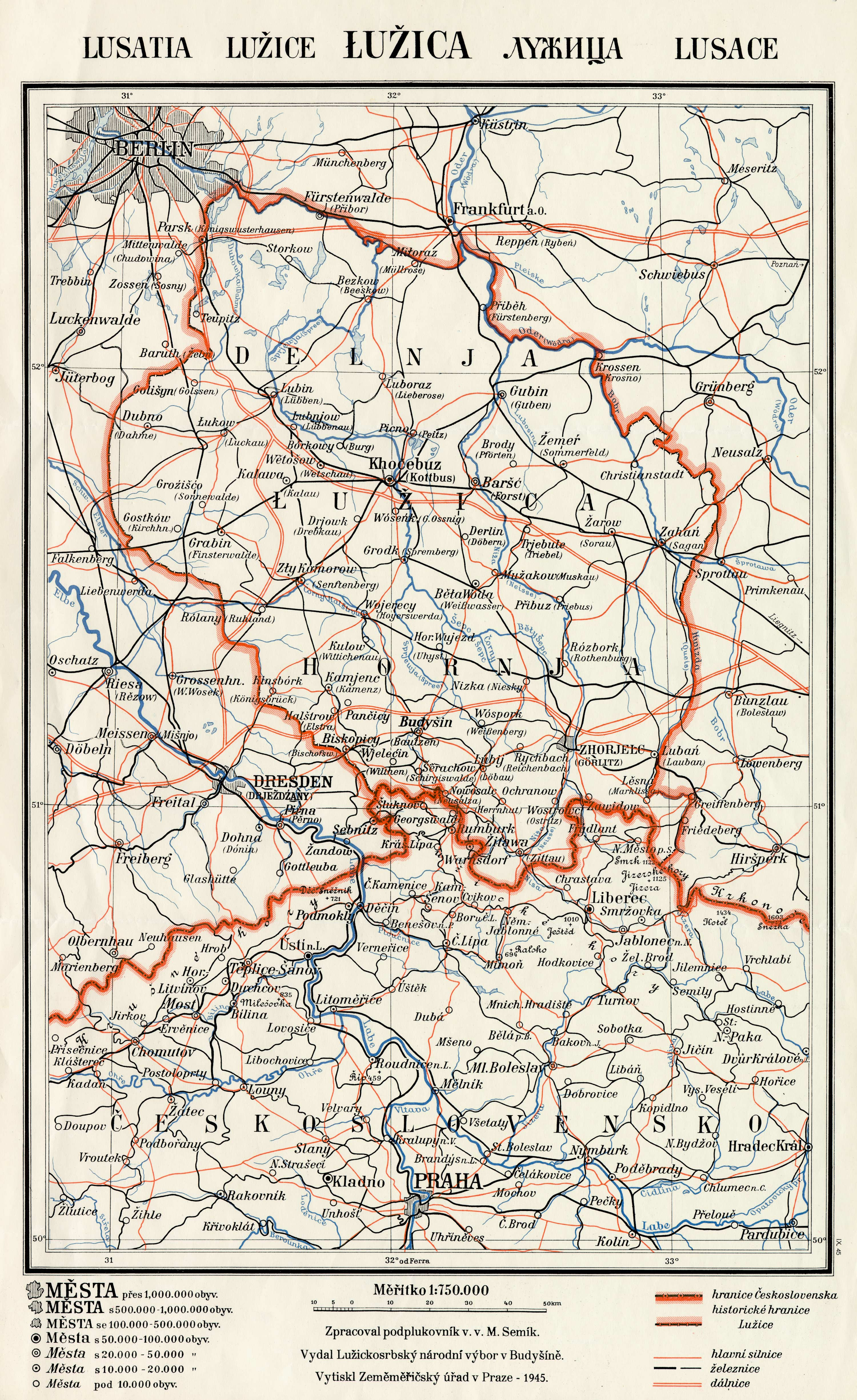
Серболужицько-чехословацька карта Лужиці (1945)

1 червня 1945 року ухвалено «Меморандум лужицьких сербів — слов'янського народу в Німеччині, який вимагає звільнення і приєднання до Чехословаччини». У документі вказувалося на близькість культури лужичан і чехів, і спільність їх історії починаючи з держави Само. Передбачалося розміщення на лужицьких землях військ Чехословаччини, відкриття в Будишині філії Чехословацького національного банку. При цьому відносини між Лужицею і Чехословаччиною повинні були будуватися у формі «земського устрою за прикладом Моравії і Сілезії з деякими винятками, що стосуються культурної автономії». Територія єдиної Лужиці, за меморандумом, повинна була включати райони Легніц, Франкфурт-на-Одері і Дрезден-Баутцен загальною площею близько 10   000 км² і населенням 800 000 осіб, зокрема 500   000 лужицьких сербів (як вважали автори документа). Передбачалося скоротити територію історичної області лужичан, відокремивши від неї райони з чисто німецьким населенням і залізничною лінією Дрезден-Берлін. 2 червня лідери «Домовини» виступили зі зверненням до командувача Червоної армії в Німеччині Георгія Жукова, в якому запропонували об'єднати лужицькі землі в одне адміністративно-територіальне утворення і приєднати його до Чехословаччини. Як і в попередніх випадках, ця пропозиція лужицьких сербів залишилася без відповіді.
8 червня відновило свою роботу Товариство друзів Лужиці в Чехословаччині. Його головою став один із керівників пролужицького руху В. Змешкал. Товариство виступило посередником між серболужицькими лідерами і владою Чехословаччини, а також ініціатором численних акцій культурного і політичного характеру на підтримку лужичан. На першому засіданні товариства, яке відбулося 8 червня, учасник пролужицького руху в період між двома світовими війнами Й. Давид заявив, що «справедливі вимоги лужицьких сербів будуть підтримані чехословацьким урядом», а В. Змешкал закликав уряд Чехословаччини ініціювати переговори з країнами-союзниками про введення в Лужицю військ Чехословаччини. Учасники засідання направили чехословацькому керівництву і Сталіну телеграми із закликами надати підтримку лужицьким сербам. Крім Й. Давида сподівання лужичан поділяли й інші члени чехословацького уряду. На засіданні кабінету міністрів Чехословаччини 8 червня міністр освіти З. Неєдли заявив про історичне право Чехословаччини на лужицькі землі. Міністр інформації та культури В. Копецки висловив думку, що «ми повинні прагнути до приєднання лужицьких сербів». Особливий інтерес до лужицького питання в цей період виявило міністерство оборони Чехословаччини. Учасник спільного засідання з представниками Товариства друзів Лужиці і СЛНК генерал А.   Рессел вважав, що можливість приєднання Лужиці в історичних межах політично нереальна, її не можна відстоювати на міжнародному рівні, що в разі приєднання Лужиці з неї необхідно виключити місто Котбус, що клином міститься на півночі, і включити ряд прилеглих районів для забезпечення системи комунікацій з Чехословаччиною. При цьому А. Рессел вказав на справедливість вимог лужичан про приєднання до Чехословаччини.
Всі звернення і меморандуми СЛНК були залишені союзниками без відповіді. На переговорах з радянським керівництвом в червні 1945 року З. Фірлінгер спробував порушити лужицьке питання. За словами К. Каплана, Сталін на цих переговорах назвав це питання «делікатним». Набагато більш пріоритетним для Чехословаччини на цих переговорах було питанням вирішення територіальних суперечок з Угорщиною і Польщею. Протокол засідання комісії уряду з питання про державний кордон від 20 червня 1945 року показує, що лужицьке питання в цей час не знаходило підтримки у керівництва Чехословаччини: «Комісія одноголосно висловилася проти того плану зміни кордонів, який включав би територію Лужиці». На думку сучасного чеського фахівця з серболужицькій історії Й. Шула, саме на цьому засіданні комісії уряд Чехословаччини відмовилося від Лужиці. При цьому уряд не повідомив про своє рішення лужицьких сербів, продовжуючи «імітувати зацікавленість в сприятливому вирішенні лужицького питання і тим самим дезорієнтувати серболужицких політиків». У липні член СЛНК М. Кречмар звернувся до чехословацького уряду, привертаючи увагу останнього на зростання занепокоєння у лужичан в зв'язку з відсутністю в уряду Чехословаччини чіткої політики щодо Лужиці. У зверненні було поставлено питання про введення чехословацьких військ до Лужиці: «Польський уряд використовував своє союзницьке право, і польське військо вже стоїть на лівому березі Ниси-лужицької. Наш народ не може зрозуміти, чому Чехословаччина досі не зробила так само, тим більше, що наш народ вітав би цей крок». Тим часом, влада Чехословаччини відразу після звільнення країни почали масове виселення німців до Німеччини. Водночас відбувався процес виселення німців з Сілезії, в результаті чого Лужиця піддалася напливу німецьких біженців. Як пізніше писав Lužickosrbský věstník, «Зараз в Лужиці не залишилося чисто серболужицких сіл, оскільки всюди розселилися німецькі переселенці з Чехословаччини і Польщі». На засіданні 24 липня члени чехословацького уряду розійшлися в думці щодо подальшої долі Лужиці. Міністр оборони Л. Свобода виступив із пропозицію направити делегатів до радянського командування для вирішення питання про зайняття чехословацькими військами Верхньої Лужиці. 24 липня на Староміській площі відбулася демонстрація на підтримку лужичан, яка зібрала близько ста тисяч прихильників приєднання Лужиці до Чехословаччини.

### Третій меморандум
До грудня 1945 року у зовнішній політиці серболужицких лідерів стався поворот, коли керівник СЛНК Я. Циж звернувся до маршала Г. Жукова з питанням створення Лужицького держави під протекторатом Радянського Союзу та інших слов'янських держав. 7 січня 1946 року лужицькі серби направили великим державам меморандум з вимогою політичної, культурної, національної та економічної самостійності. На початку 1946 року управління цивільними та адміністративними справами в Німеччині було передано радянською військовою адміністрацією німцям. Чехословацьке видання Lužickosrbský věstník відзначало, що ця подія означає перехід серболужицького національного руху під контроль німців: «Німці дуже швидко стали знову піднімати голову. Можна легко собі уявити, якою буде ситуація в Лужиці… після відходу Червоної армії». Серболужицький з'їзд, що відбувся 27 січня, знову прийняв звернення до Жукова і Сталіна із закликом підтримати створення серболужицької держави. Серболужицькою народною радою були призначені офіційні представники до Чехословаччини, Франції, Польщі і Югославії. У серпні 1946 року посольство Югославії направило до МЗС СРСР офіційну ноту, в якій було поставлене питання про створення серболужицької автономії. З огляду на нечисленність лужицьких сербів Москва відхилила прохання про автономію Лужиці, прийшовши до висновку, що державний статус Лужиці належить до повноважень Німеччини.
Тим часом в 1946 році в Німеччині була розгорнута боротьба з серболужицьким національним рухом, який сприймався німецьким суспільством як сепаратизм. Надалі про проведення будь-якого масового заходу необхідно було повідомляти німецьку поліцію. Активісти утвореної в квітні 1946 року Соціалістичної єдиної партії Німеччини провели на території Лужиці збори, на яких виступили з критикою ідеї від'єднання лужицьких земель від Німеччини.

### Четвертий меморандум
16 травня 1946 року СЛНК звернувся до секретаріату конференції міністрів закордонних справ союзних держав із меморандумом, у якому просив вислухати делегацію лужицьких сербів під час підписання мирного договору з Німеччиною. До осені 1946 року загострилися відносини між СЛНК і «Домовина». Участь останньої у виборах в ландтаги земель було негативно сприйнято СЛНК. 12 вересня Я. Циж відзначав: «Ми, лужицькі серби, не можемо брати участь в цих виборах … Ми … хочемо свободи. Тому ми не можемо визнати над собою владу будь-якого німецького сейму». Наприкінці 1946 року СЛНК остаточно втратив вплив в Лужиці. 26 лютого 1947 року Я. Циж пішов у відставку. У зверненні серболужицької делегації до учасників Слов'янського з'їзду, який пройшов в грудні 1946 року в Белграді, говорилося про необхідність об'єднання лужицьких земель у єдину адміністративну одиницю. Але й цьому задуму «Домовини» не судилося збутися.

## Вебпосилання
- Меморандум лужицьких сербів — слов'янського народу в Німеччині, який просить звільнення — і приєднання до Чехословаччини [Архівовано 11 червня 2016 у Wayback Machine.] від 1 червня 1945 року (чес.)
- Карти Лужиці 1945 і 1946 років в контексті прагнення до незалежності лужицьких сербів [Архівовано 16 січня 2015 у Wayback Machine.] (пол.)